# Háromfa
Háromfa je vas na Madžarskem, ki upravno spada v podregijo Nagyatád Šomodske županije. V 17. stoletju so se naselili Slovenci v Háromfo, kasneje pa je družina Festetich naselila slovenske kmete iz Murske Sobote.